# August Fricke (Architekt)
August Fricke (* 1827 in Elbing; † 1895 in Berlin) war ein deutscher Architekt.

## Leben und Werk
In den Jahren 1843 und 1844 machte August Fricke eine Ausbildung beim Architekten Steenke in Elbing, der sich 1844/45 eine Maurerlehre anschloss. Ab 1846 war er u. a. an der Ostbahn praktisch tätig. 1847 zog er nach Berlin und machte eine Ausbildung an der Akademie der Künste. 1849 war er Maurermeister in Potsdam und leistete bis 1850 Militärdienst. Ab 1851 war er Mitarbeiter bei Heinrich Strack. 1852 wirkte er bei Heinrich Bürde am Bau des Marinehotels am Leipziger Platz in Berlin mit. Von 1853 bis etwa 1856 studierte er an der Berliner Bauakademie und war nach bestandener Privatbaumeister-Prüfung in Berlin tätig. Am 7. Juli 1855 wurde er Mitglied des Architektenvereins. 1858 unternahm er eine Studienfahrt durch Ost- und Westpreußen.

## Veröffentlichungen
- Wohngebäude für Stadt und Land in Façaden, Grundrissen, Durchschnitten und Details, Berlin, 1865
- Vorlagen für Architekten und Bautischler, als Herausgeber, 1871